# Klemen Bečan

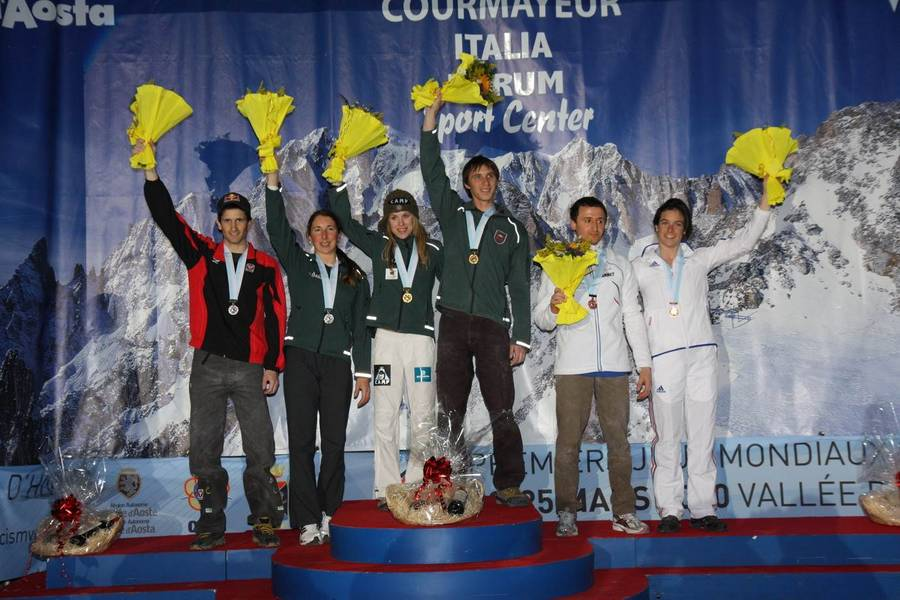
Dolina Aosty 2010 Medaliści we wspinaczce sportowej, czwarty z lewej Klemen Bečan

Klemen Bečan (ur. 14 sierpnia 1982 w Kranju) – słoweński wspinacz sportowy. Specjalizował się w boulderingu, prowadzeniu oraz we wspinaczce na czas. Dwukrotny mistrz światowych igrzysk wojskowych we wspinaczce sportowej w konkurencji prowadzenie z 2010 i z 2013 roku.

## Kariera
W 2010 we włoskiej Dolinie Aosty (Courmayeur) podczas Zimowych igrzysk wojskowych zdobył złoty medal w prowadzeniu. Na kolejnych wojskowych igrzyskach we francuskim Courmayeur w 2013 obronił złoty medal w prowadzeniu oraz zdobył srebrny we wspinaczce na czas, a w boulderingu brązowy.
Wielokrotny uczestnik festiwalu wspinaczkowego Rock Master, który corocznie odbywa się na słynnych ścianach wspinaczkowych w Arco, gdzie był zapraszany przez organizatora zawodów.

## Osiągnięcia

### Mistrzostwa świata
| Konkurencje        | 2003 | 2005 | 2007 | 2009 | 2011 | 2012 |
| Bouldering         | —    | 60   | 21   | 37   | 13   | 13   |
| Prowadzenie        | 60   | 22   | 23   | 17   | 33   | 23   |
| Wspinaczka na czas | —    | —    | —    | 49   | 61   | 48   |

### Zimowe igrzyska wojskowe
| Konkurencje        | 2010 | 2013 |
| Bouldering         | —    | 3    |
| Prowadzenie        | 1    | 1    |
| Wspinaczka na czas | —    | 2    |

### Mistrzostwa Europy
| Konkurencje        | 2004 | 2006 | 2008 | 2010 | 2010 |
| Bouldering         | —    | —    | 11   | 6    | 11   |
| Prowadzenie        | 12   | 5    | 9    | 9    | —    |
| Wspinaczka na czas | —    | —    | —    | 40   | —    |

### Rock Master
| Konkurencje | 2008 | 2009 | 2010 | 2012 | 2013 |
| Bouldering  | —    | —    | 6    | —    | —    |
| Prowadzenie | 9    | 9    | 22   | 10   | 10   |